# Neonemobius toltecus
Neonemobius toltecus är en insektsart som först beskrevs av Henri Saussure 1859.  Neonemobius toltecus ingår i släktet Neonemobius och familjen syrsor. Inga underarter finns listade i Catalogue of Life.